# Національний герой Азербайджану
Національний герой Азербайджану — найвище почесне звання Республіки Азербайджан.
Закон «Про затвердження Положення про звання "Національний герой Азербайджану "», заснована 25 березня 1992. Звання присвоюється за видатні заслуги загальнонаціонального значення в Азербайджані на захист і зміцнення державної системи і створення значущих національних цінностей (споконвічно «за виняткові заслуги перед народом і подвиги в ім'я незалежності і прогресу Азербайджанської Республіки») Звання присвоюється тільки громадянам Республіки Азербайджан. Медаль може бути присвоєна посмертно.

## Положення про нагороду
З 6 лютого 1998 діє наступна редакція закону:

1. Вище звання «Національний герой Азербайджану» присвоюється за особисту мужність і відвагу, проявлені при захисті суверенітету і територіальної цілісності Азербайджанської Республіки, забезпечення безпеки мирного населення.
2. Відзначені вищого звання «Національний герой Азербайджану» особам вручається Медаль «Золота Зірка», який носиться на лівій стороні грудей.
3. Нова медаль являє собою золоту восьмиконечную зірку з гладкими двогранними променями діаметром 31,5 мм, з'єднану двома вушками і кільцем з п'ятипроменевою пластиною, обрамлена по периметру ободком 27 х 20 мм. Внутрішня частина пластини обтягнута муаровою стрічкою, кольори якої відповідають прапору Азербайджанської Республіки (блакитний, червоний, зелений). На реверсі медалі в центрі є напис «Національний Герой Азербайджану». В верхньому промені вигравірованпорядковий номер. Медаль носиться на лівій стороні грудей вище інших орденів і медалей.